# Sandis Ģirģens

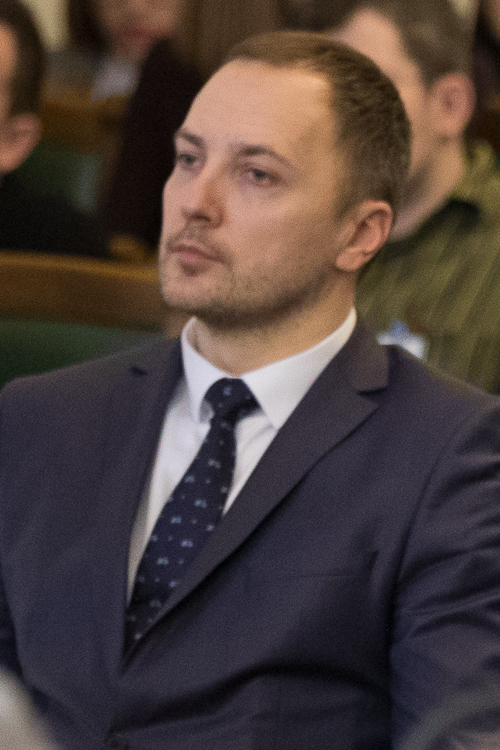
Sandis Ģirģens (2019)

Sandis Ģirģens (* 1980) ist ein lettischer Jurist und Politiker. Von Januar 2019 bis Juni 2021 war er Innenminister seines Landes.

## Leben
Sandis Ģirģens wurde 1980 in der damaligen Lettischen SSR geboren. Nach seinem Schulabschluss 1998 in Jēkabpils absolvierte er von 1999 bis 2003 in Bachelorstudium an einer privaten lettischen Hochschule im Bereich der Rechtswissenschaften. Nach dessen Abschluss arbeitete er von 2003 bis 2009 für eine größere lettische Anwaltskanzlei. Seit 2009 ist er selbständig als Anwalt tätig.

### Politische Karriere
Bei der Parlamentswahl 2018 trat Ģirģens als Kandidat der KPV LV an. Er konnte zwar kein Mandat erringen, wurde aber nach der Wahl als Mitarbeiter für seinen Parteifreund den Saeima-Abgeordneten Ralfs Nemiro tätig. Im Rahmen der Koalitionsverhandlungen wurde er von der KPV LV als Innenminister nominiert und gehörte dem Kabinett Kariņš seit dessen Amtsantritt am 23. Januar 2019 bis zum 3. Juni 2021 an.

### Privates
Sandis Ģirģens ist der ältere Bruder des Saeima-Abgeordneten Kaspars Ģirģens, der ebenfalls als Kandidat der KPV LV zur Wahl 2018 angetreten war. Seine Familie ist im Cateringgeschäft tätig.